# Was muss muss – Best Of
Was muss muss – Best Of ist die dritte Kompilation des deutschen Pop-Rock-Musikers Herbert Grönemeyer aus dem Jahr 2008.

## Inhalt
Bei Was muss muss – Best Of handelt es sich nach 1978–1980 und So gut (1979–1983) um das dritte Best-of-Album von Herbert Grönemeyer. Die Erstveröffentlichung erfolgte am 21. November 2008 als CD und Download bei Electrola. Auf dem Albumcover ist Herbert Grönemeyer als Kleinkind mit einem Löffel auf einem Tablett auf dem Bett zu sehen. Die Standardversion ist ein Doppelalbum mit 36 Titeln. Zeitgleich erschien eine Sonderedition, die um eine Remix-EP, eine USB-Karte (mit Raritäten, Wallpaper, Klingeltönen und einem Videointerview), einem Videoalbum mit allen Musikvideos sowie einem Buch, erweitert wurde.
Das Album beinhaltet unter anderem drei bislang unveröffentlichte Titel. Als Singleauskopplung erschien vor der Albumveröffentlichung das Lied Glück am 7. November 2008. Mit dieser trat Grönemeyer am 13. Dezember 2008 bei Wetten, dass..? auf.

## Titelliste

### CD 1
1. Mensch (Master 2008)
2. Kopf hoch, Tanzen
3. Glück
4. Fisch im Netz
5. Fanatisch
6. Demo (Letzter Tag)
7. Zum Meer (Master 2008)
8. Der Weg (Master 2008)
9. Bleibt alles anders
10. Chaos (Master 2008)
11. Du bist Die
12. Land unter
13. Zeit, dass sich was dreht (Deutsche Version)
14. Ich dreh mich um dich
15. Die Härte (Master 2008)
16. Leb in meiner Welt
17. Stück vom Himmel (Master 2008)

### CD 2
1. Was soll das
2. Männer (Master 2008)
3. Kinder an die Macht
4. Flugzeuge im Bauch
5. Musik nur, wenn sie laut ist
6. Deine Liebe klebt
7. Halt mich
8. Kaufen (Master 2008)
9. Vollmond
10. Komet
11. Luxus (Master 2008)
12. Bochum (Master 2008)
13. Alkohol
14. Marie
15. Total Egal
16. Currywurst (Master 2008)
17. Mambo (Master 2008)
18. Ich hab dich lieb (Live)
19. Will I Ever Learn (Duett)

## Rezeption

### Rezensionen
Eberhard Dobler, Musikkritiker von laut.de, bezeichnete Was muss muss – Best Of in Anlehnung an das christliche Gebet Vaterunser als „echtes Herbertunser“.

### Chartplatzierungen
| ChartsChartplatzierungen | Höchstplatzierung | Wochen |
| ------------------------ | ----------------- | ------ |
| Deutschland (GfK)        | 1 (47 Wo.)        | 47     |
| Österreich (Ö3)          | 1 (26 Wo.)        | 26     |
| Schweiz (IFPI)           | 8 (19 Wo.)        | 19     |

| ChartsJahrescharts (2008) | Platzierung |
| ------------------------- | ----------- |
| Deutschland (GfK)         | 19          |
| Österreich (Ö3)           | 58          |
| Schweiz (IFPI)            | 84          |

| ChartsJahrescharts (2009) | Platzierung |
| ------------------------- | ----------- |
| Deutschland (GfK)         | 11          |
| Österreich (Ö3)           | 5           |
| Schweiz (IFPI)            | 69          |

### Auszeichnungen für Musikverkäufe
| Land/Region        | Auszeichnungen für Musikverkäufe (Land/Region, Auszeichnung, Verkäufe) | Verkäufe |
| ------------------ | ---------------------------------------------------------------------- | -------- |
| Deutschland (BVMI) | 4× Platin                                                              | 800.000  |
| Österreich (IFPI)  | Platin                                                                 | 20.000   |
| Insgesamt          | 5× Platin ·                                                            | 820.000  |